# Трусово (Алтайский край)
Тру́сово — село Курьинского района Алтайского края Российской Федерации, административный центр Трусовского сельсовета.

## История
Дата основания — 1781 год. Данные о «вновь заведенной деревне Трусовой» сохранились в Центре Хранения Архивного Фонда Алтайского Края. Записи в ревизских сказках, свидетельствуют о том, что деревня получила название по фамилии одного из первых переселенцев. Основано поселение на реке Чарыш, по велению Колыванского волостного правления
.
Изначально на одном из берегов реки Чарыш остановились три брата по фамилии Трусовы: Кирилл с женой, Прокопий и Иван. Село было основано по приказу Колыванского волостного правления в 1781 году. Правый берег реки под горой Булка, где первоначально стояли избы крестьян, подтопило в первый же год, и поселенцы выбрали более безопасный левый берег реки. Когда в деревне более пятидесяти жителей, стали приезжать переселенцы из центральной России. С 1806 года начали приезжать вольнопоселенцы. Из Саратовской и Тобольской губернии. Позже приехали и из Украины. До сих пор часть села носят названия «тоболята», «хохлатый край», есть улица Украинская.
В начале 30-х годов XX века в Трусово и окрестных селах работают семь колхозов: «Путь Сталина», «Путь Ленина», «Новый свет», «Коминтерн», «Большевик», «Факел Революции», «Земледелец». В 1951 году они были преобразованы в единый колхоз «Победа».
Во время Великой Отечественной войны 350—356 человек были призваны на фронт. Потомки погибших во время ВОВ воинов поставили в 1962 году памятник (отреставрирован в 2014 г.).
В годы освоения целинных и залежных земель (1954 год) произошёл существенный прирост населения села за счет приехавшей на Алтай молодежи.
В 1979 году, после многочисленных преобразований, совхоз «Победа» становится «Новочарышским». Основные направления: животноводство и зернопроизводство. В 1997 году совхоз преобразуется в ОАО «Новочарышский», работающее и по сей день.

## География
Село расположено в месте слияния рек Чарыш и Кукуйка. По селу протекает ручей Кочегар, приток Чарыша.

## Население
| 1997 | 1998 | 1999 | 2000 | 2001 | 2002 |
| ---- | ---- | ---- | ---- | ---- | ---- |
| 845  | ↘832 | ↗879 | ↘812 | ↗819 | ↘780 |
| 2003 | 2004 | 2005 | 2006 | 2007 | 2008 |
| ↘779 | ↘732 | ↗743 | ↘738 | ↗743 | ↘712 |
| 2009 | 2010 | 2011 | 2012 | 2013 |      |
| ↘692 | ↘656 | ↘652 | ↘617 | ↘607 |      |

## Инфраструктура
В селе работают ООО «Чарышское» (выращивание зерновых, технических и прочих сельскохозяйственных культур, разведение крупного рогатого скота), ОАО «Новочарышское» (выращивание зерновых и зернобобовых культур), ООО «Агроресурс» (переработка и консервирование картофеля, фруктов и овощей), работают около 30 крестьянских хозяйств, которые выращивают зерновые, занимаются животноводством. Есть сельский Дом культуры (МКУК «Трусовский КДЦ»), филиал МУЧ «Курьинская библиотека» села Трусово, фельдшерский пункт, библиотека, магазины.
Жители села занимаются спортом, хотя спортзал почти 20 лет стоит без ремонта. С 2013 года работает детская спортивно-игровая площадка «Улыбка».
Первая начальная школа в Трусово открылась ещё при церкви. После революции, в связи с разрушением здания церкви, уроки проводились в поповском доме вплоть до ВОВ, затем было построено новое здание сельской школы, а в 1961 году ученики перешли в новую современную школу, с 1979 года школа получила статус организации, дающей среднее образование. С 1944 года в Трусово работал детский дом, который был расформирован в 1957 году.
Туризм
В 1983 году Ю. П. Алехин открыл археологический памятник — группа курганных могильников. Они расположены в пяти километрах от села Трусово, на склоне сопки. Этот комплекс из пяти курганов по состоянию на начало 2020 года находится в аварийном состоянии.
В селе есть база семейного отдыха «Чарыш», гостиница «Дом Рыбака Трусово».